# 科爾切斯特鎮區 (伊利諾伊州麥克多諾縣)
科爾切斯特鎮區（英語：Colchester Township）是位於美國伊利諾伊州麥克多諾縣的一個行政鎮區。

## 地方資料
根據2010年美國人口普查的數據，科爾切斯特鎮區的面積為47.10平方千米，當中陸地面積為46.80平方千米，而水域面積為0.30平方千米。當地共有人口3091人，而人口密度為每平方千米65.63人。